# Dolinsk
Dolinsk (russisch Долинск) ist eine Stadt in der Oblast Sachalin (Russland) mit 11.740 Einwohnern (Stand 1. Oktober 2021).

## Geographie
Die Stadt liegt im Südosten der Insel Sachalin, etwa 45 km nördlich der Oblasthauptstadt Juschno-Sachalinsk, in der weiten Talniederung der Naiba und ihrer rechten Nebenflüsse. Die Küste der Terpenije-Bucht des Ochotskischen Meeres ist etwa zehn Kilometer entfernt.
Die Stadt Dolinsk ist der Oblast direkt unterstellt und zugleich Verwaltungszentrum des gleichnamigen Rajons.

## Geschichte
1884 wurde an Stelle der heutigen Stadt und früheren Ainusiedlung Siantscha das russische Dorf Galkino-Wrasskoje gegründet. Ab 1905 gehörte es gemäß dem Vertrag von Portsmouth unter dem Namen Ochiai (jap. 落合町, -machi; russisch Отиай/Otiai) zu Japan und entwickelte sich zur Stadt (machi), wobei Ochiai hier den Zusammenfluss zweier Flüsse bezeichnet. 1945 kam der Ort wieder zur Sowjetunion und wurde 1946 in Dolinsk umbenannt (von russisch dolina für Tal).

### Bevölkerungsentwicklung
| Jahr | Einwohner |
| ---- | --------- |
| 1941 | 25.135    |
| 1959 | 14.802    |
| 1970 | 13.744    |
| 1979 | 14.776    |
| 1989 | 15.653    |
| 2002 | 12.555    |
| 2010 | 12.200    |
| 2021 | 11.740    |

Anmerkung: Volkszählungsdaten

## Kultur und Sehenswürdigkeiten
Nordwestlich der Stadt liegt in Küstennähe das Wasservogelschutzgebiet Lebjaschjesee (Schwanensee).

## Wirtschaft und Infrastruktur
In Dolinsk gibt es Betriebe der holzverarbeitenden Industrie (Papier) und des Maschinenbaus, im Rajon Kohleförderung, Baustoff- und Fischereiwirtschaft.
Dolinsk liegt an der von Juschno-Sachalinsk in den Nordteil der Insel, nach Nogliki, führenden schmalspurigen (Kapspur 1076 mm) Haupteisenbahnstrecke.

## Söhne und Töchter der Stadt
- Larissa Petrik (* 1949), Kunstturnerin
- Sergei Nowikow (* 1980), Skilangläufer